# بيت قاسم (الرجم)

تعديل مصدري - تعديل

بيت قاسم هي إحدى قرى عزلة بني عواض بمديرية الرجم التابعة لمحافظة المحويت، بلغ تعداد سكانها 71 نسمة حسب تعداد اليمن لعام 2004.